# Comté de Clearfield
Pour les articles homonymes, voir Clearfield.
Le comté de Clearfield est un comté américain situé à peu près au centre de l'État de Pennsylvanie. Au recensement de 2000, le comté comptait 83 382 habitants. Il a été créé le 26 mars 1804, à partir des comtés de Huntingdon et de Lycoming, mais a été administré au sein du comté de Centre jusqu'en 1812. Le siège du comté se situe à Clearfield.
Il comprend notamment les communes de Covington, Frenchville, Karthaus et Girard  dans lesquelles s'installèrent de nombreux colons en provenance de la Haute-Marne et de la Haute-Saône, au début des années 1830.

## Démographie
| Groupe            | Comté de Clearfield | Pennsylvanie | États-Unis |
| ----------------- | ------------------- | ------------ | ---------- |
| Blancs            | 91                  | 73,5         | 58         |
| Latino-Américains | 3,3                 | 8,1          | 19         |
| Afro-Américains   | 2,2                 | 10,5         | 12,1       |
| Asiatiques        | 0,56                | 3,4          | 6,2        |
| Métis             | 2,7                 | 3,3          | 4,1        |
| Autres            | 0,2                 | 0,4          | 0,5        |
| Amérindiens       | 0,1                 | 0,1          | 0,9        |
| Océano-américains | 0                   | 0,02         | 0,2        |
| Total             | 100                 | 100          | 100        |

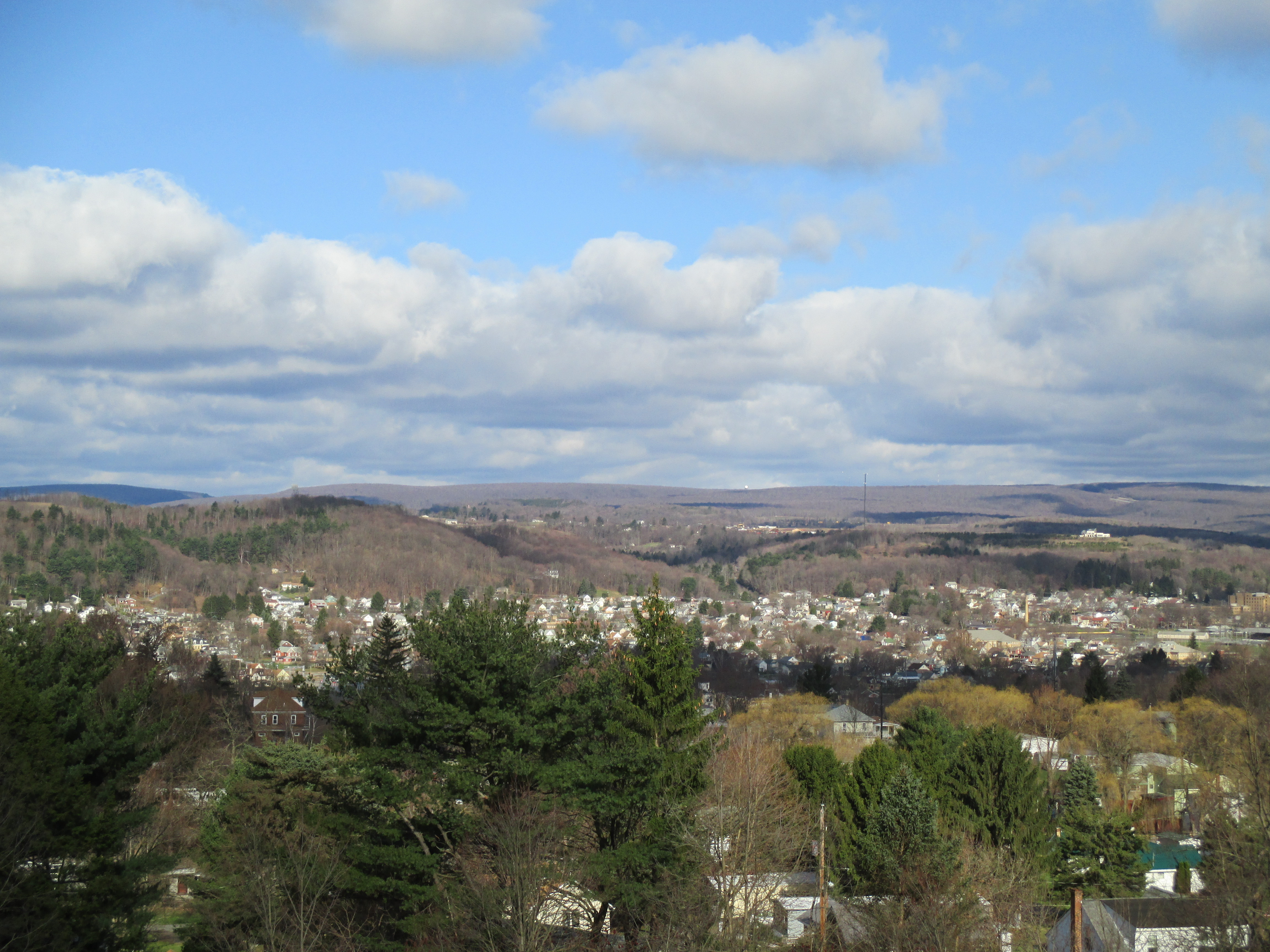
Clearfield.
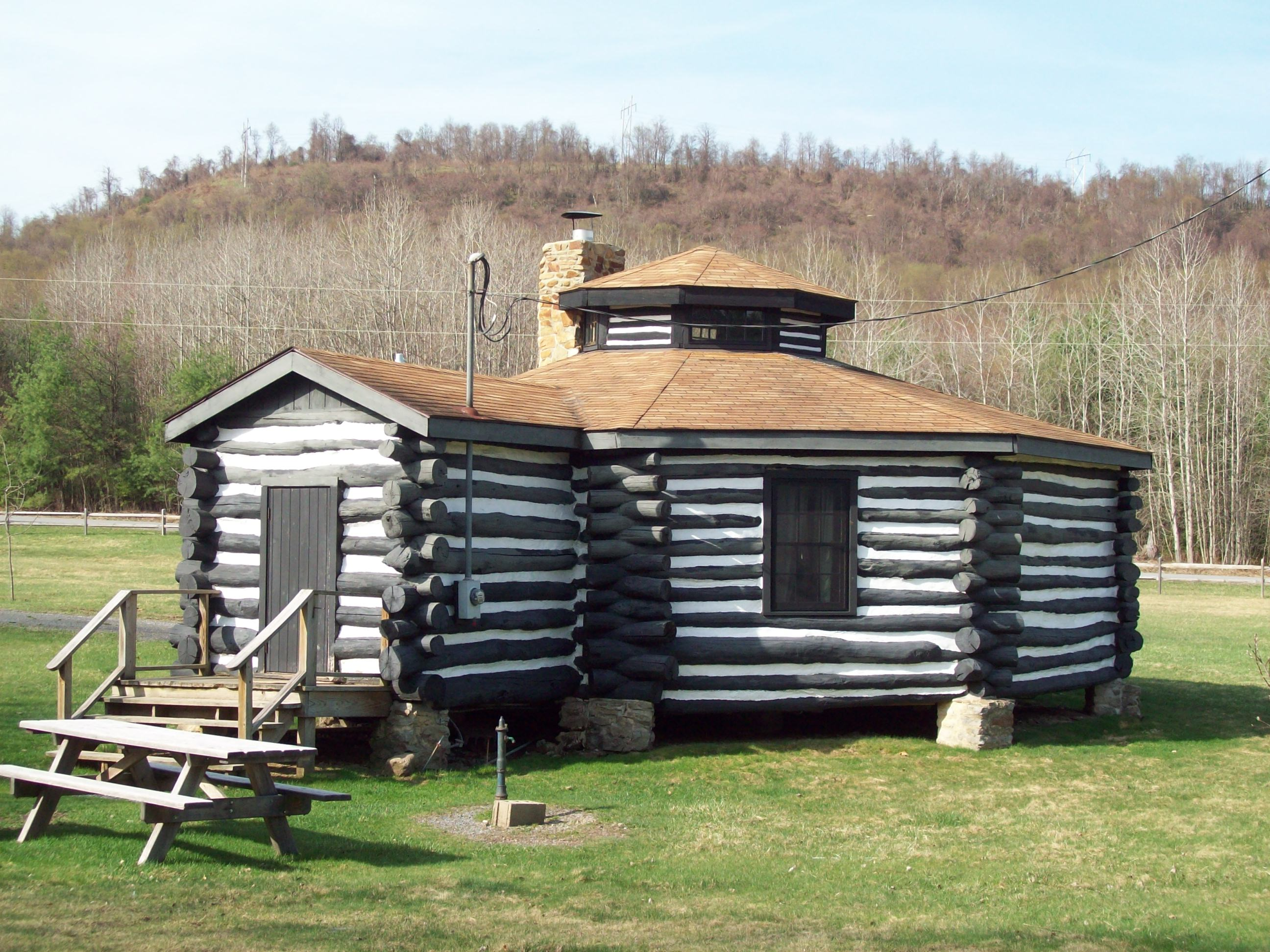
Octagonal Lodge.
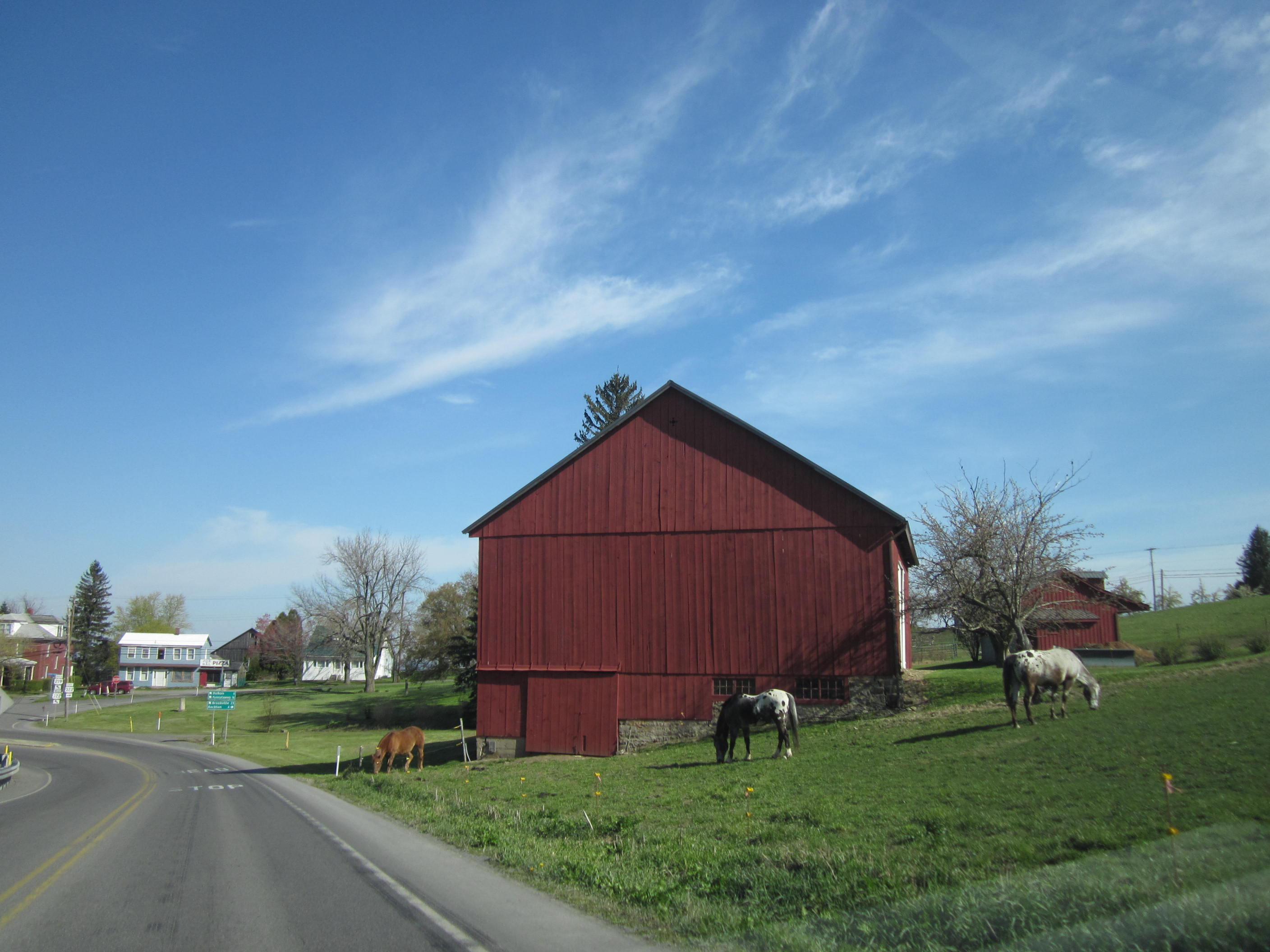
Ferme à Brady Township.
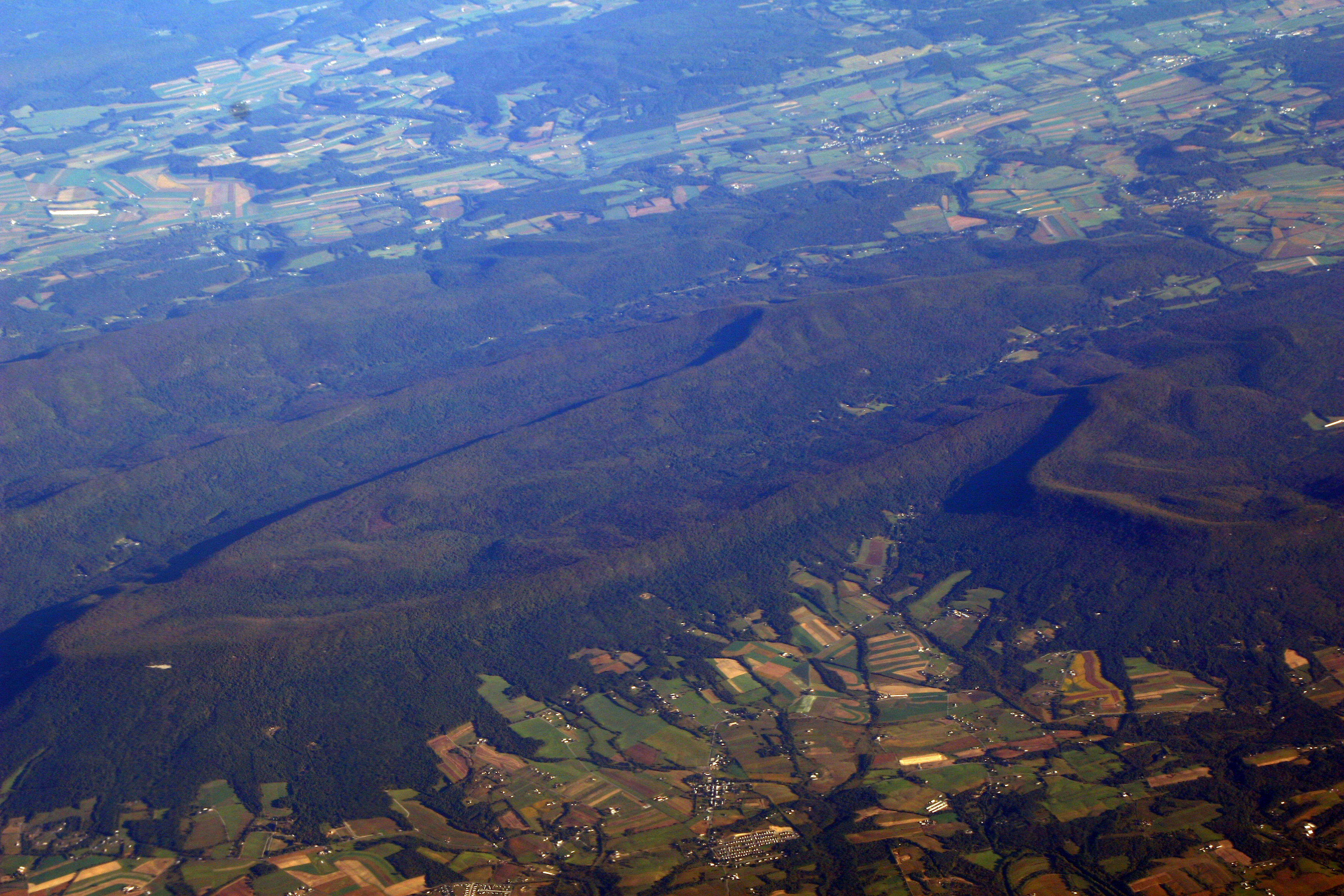
vue de la vallée de Cumberland.